# Baccio da Montelupo

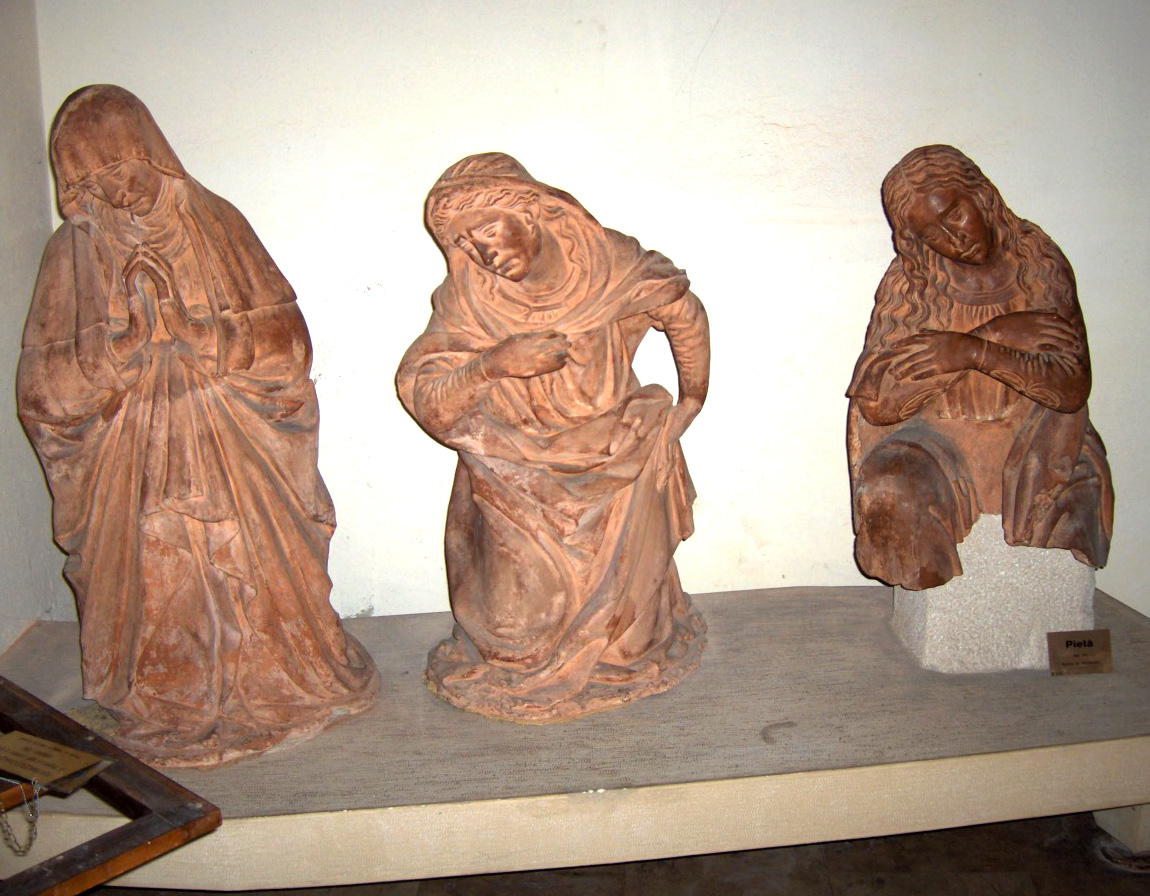
Compianto en terracota, Basílica de San Diomingo, Bolonia.

Baccio da Montelupo (Montelupo Fiorentino, 1469 - Lucca, 1523 (?)), nacido Bartolomeo di Giovanni d'Astore dei Sinibaldi, fue un escultor italiano del renacimiento. Fue padre de otro gran escultor, Raffaello da Montelupo. Tanto el padre como el hijo fueron biografiados por Vasari en su famoso libro Le vite de' più eccellenti pittori, scultori e architettori (Las vidas de los más excelentes pintores, escultores y arquitectos).

## Biografía
Nació en el seno de una modesta familia de Montelupo Fiorentino. A los dieciocho años se trasladó a Florencia, donde se dedicó al estudio de la escultura, asistiendo a la scuola de Bertoldo di Giovanni, fundada en los jardines de Lorenzo de Médici, y que era frecuentada por otros jóvenes escultores , como Miguel Ángel, Giovanni Francesco Rustici y Jacopo Sansovino.
Recibió su primer encargo importante de los frailes de la Basílica de San Domenico de Bolonia: un «Compianto» (escena de la Lamentación de Cristo muerto), consistente en una serie de estatuas de terracota (c. 1495). Después volvió a Florencia, donde hizo varios crucifijos de madera: en la Basílica de San Lorenzo y en San Marco, ambas en Florencia, la Abadía de las SS. Flora y Lucilla, en las cercanías de Arezzo, en la iglesia de San Martín, en la localidad de Lastra a Signa, cerca de Florencia.
En Bolonia hizo doce bustos de los Apóstoles en terracota (hoy día en la Catedral de Ferrara).
En 1506 le fueron encargadas varias estatuas para la Abadía benedictina de San Godenzo, de las cuales sólo ha sobrevivido la de San Sebastián.

## Orsanmichele

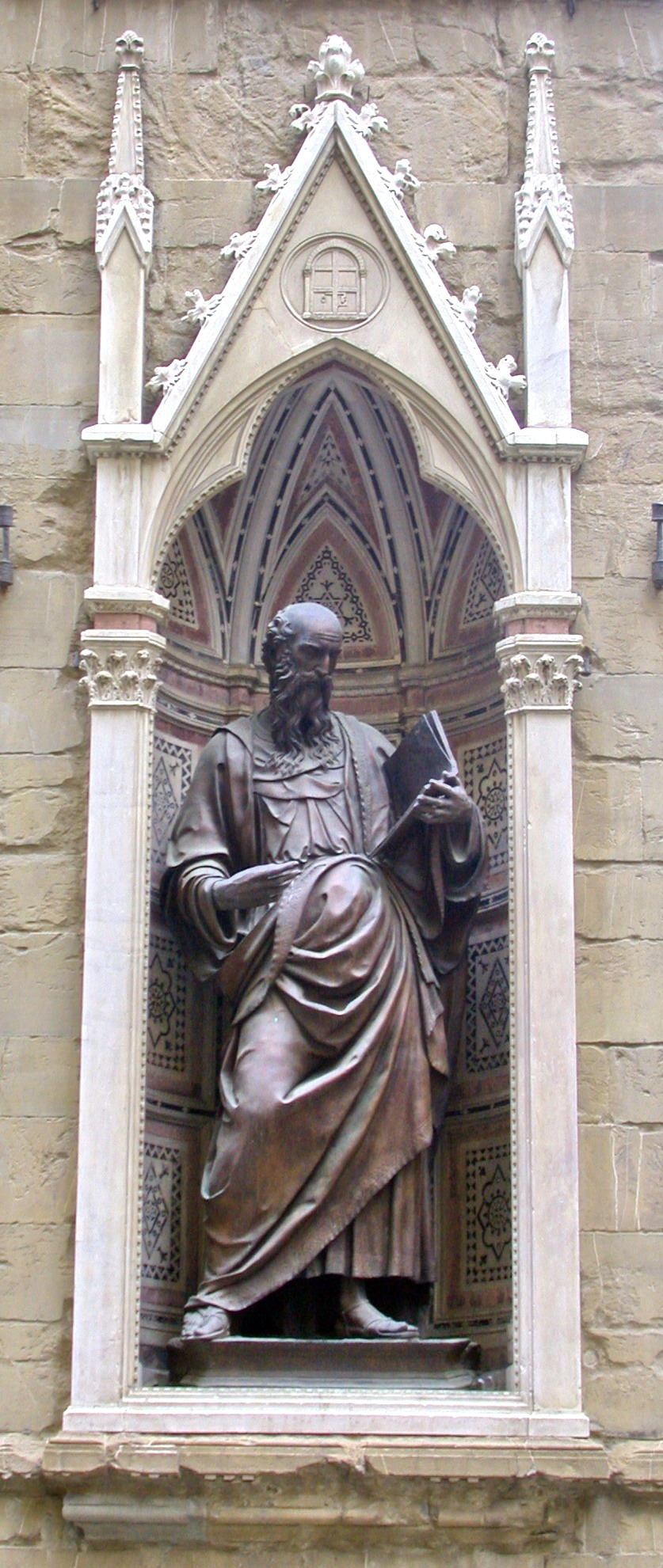
San Juan Evangelista, Orsanmichele, Florencia.

El momento culminante de su carrera llegó tras el concurso convocado en 1514 por el gremio de comerciantes de la seda de Florencia, para una estatua de bronce destinada a ocupar uno de los nichos libres de la fachada de Orsanmichele. Vasari comentó:

Se dice que cuando había hecho la figura en arcilla, todos los que vieron los detalles de la armadura y las figuras que la adornaban quedaron maravillados de su belleza. Quienes vieron como la fundió comentaron que Baccio había hecho esta operación con mucha maestría. Todo el trabajo que invirtió le dio fama, no sólo bueno, sino de excelente en su oficio, y hoy más que nunca esta figura se considera una obra muy bella.

Este bronce de Baccio, que representa a San Juan Evangelista está colocado en el exterior de Orsanmichele, junto a las obras de los maestros italianos del siglo precedente: Donatello, Lorenzo Ghiberti y Nanni di Banco.
En 1515 hizo un edículo de mármol rodeando un fresco de la Virgen en la iglesia de Sant'Agostino en Colle di Val d'Elsa. Hacia el final de la década, trabajó principalmente en el área de Lucca, haciendo una Piedad para la iglesia de Segromigno (1518). Después hizo monumentos funerarios, incluyendo la tumba del obispo Silvestro Gigli (San Michele al Foro, con su hijo Raffaello da Montelupo; Monumento di San Silao (ahora en el Museo di Villa Guinigi, Lucca) y el Monumento a Giano Grillo (Santa María dei Servi, Bolonia).